# 인민원

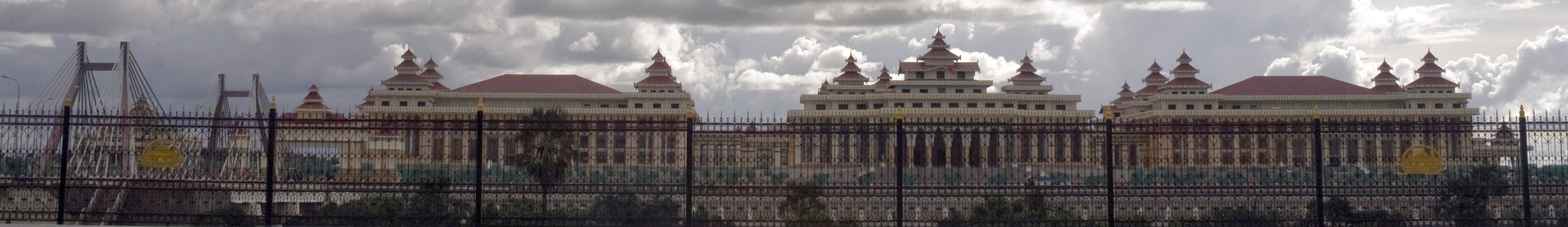

인민원(버마어: ပြည်သူ့ လွှတ်တော်)은 미얀마(버마)의 양원제 입법부 연방의회의 실질적인 하원이다. 의원 440명 중 330명은 선두당선제 방식으로 각 현에서 직접선거로 선출하고 110명은 미얀마군에서 지명한다.
2021년 쿠데타 이후, 인민원은 1년간의 비상사태를 선언한 민쉐 대통령 권한대행에 해산되었다.